# Gelis seyrigi
Gelis seyrigi är en stekelart som beskrevs av Ceballos 1925. Gelis seyrigi ingår i släktet Gelis och familjen brokparasitsteklar. Arten är reproducerande i Sverige. Inga underarter finns listade i Catalogue of Life.